# کلاوس مودیک
کلاوس مودیک (انگلیسی: Klaus Modick؛ زادهٔ ۳ مهٔ ۱۹۵۱) مؤلف (پدیدآور)، مترجم، و نویسنده اهل آلمان است.